# Francesco Vandelli (astronomo)
Francesco Vandelli (Modena, 12 aprile 1694 – Modena, 30 maggio 1771) è stato un astronomo e matematico italiano.

## Biografia
Vandelli fu un accademico matematico e scienziato, studioso di astronomia e scienze ingegneristiche. Di famiglia nobile modenese fu fratello del cartografo Domenico Vandelli e zio di Domenico Agostino Vandelli, botanico e naturalista. Il figlio Giovan Battista coltivò i medesimi studi.
Dopo aver compiuto i suoi primi studi nelle scuole PP. della Compagnia di Gesù a Modena, Vandelli proseguì con gli studi di Filosofia e Teologia nell'Università di S. Carlo. Sotto la guida di suo fratello Domenico si accostò agli studi matematici. Proseguì ancora con lo studio serio della letteratura latina, della lingua greca e di quella ebraica.
Trasferitosi nel 1730 a Bologna gli fu conferita la cattedra di architettura militare. 
Ebbe tra i suoi allievi in questa disciplina Giuseppe Davia.
A Padova gli furono proposte una cattedra di fisica e una di matematica presso la locale università. Nel 1750, alla morte dell'illustre Muratori, venne richiamato a Modena dal duca Francesco III che gli affidò la direzione della biblioteca.
Dal 1750 al 1756 Francesco Vandelli fu successore al direttorio della Biblioteca Estense di Modena di Ludovico Antonio Muratori che la condusse dal 1700 al 1750. A Vandelli succedette Francesco Antonio Zaccaria dal 1756 al 1767.
In seguito alla morte del fratello Domenico venne nominato suo successore alla cattedra di matematica nell'Università di Modena per richiesta del Duca d'Este.
Francesco Vandelli muore a Modena il 30 maggio 1771 a 77 anni.

## Opere
Vandelli con una iniziale carriera militare divenne in seguito professore di scienze e architettura militare e insegnò all'Università di Bologna anche astronomia. Fu professore di matematica a Modena. In questo periodo il Vandelli pubblica lavori scientifici sulle acque e dirige i lavori per la costruzione dello Zocco del muro del fiume Panaro presso Finale Emilia al fine di determinare quel sovralivello idrico per l'azionamento dei mulini locali. Suoi i lavori riguardanti i poderosi arginamenti del fiume Po a Gualtieri promossi in seguito alle esondazioni del 1765. Altre opere ingegneristiche idriche vedono la diramazione del Tartaro nel Po.http://opac.sbn.it/opacsbn/opac/iccu/scheda.jsp?bid=IT%5CICCU%5CRMLE%5C025856 Numerose le commesse per realizzare opere di architettura e ingegneria civile e di restauro.http://opac.sbn.it/opacsbn/opac/iccu/scheda.jsp?bid=IT%5CICCU%5CSBLE%5C001729
Diversificati gli studi e le pubblicazioni astronomiche accademiche tra le quali:
- De congressu Mercurii cum Sole in astronomica specula bononiensis scientiarum Instituti observato die XI Novembris MDCCXXXVI mane, Eustachio Manfredi, Eustachio Zanotti, Giuseppe Roversi, Tommaso Perelli, Jacopo Marinoni, Francesco Algarotti, Francesco Vandelli - In astronomica Specula Bononiensis Scientiarum Instituti, 1736;[11][12]
- Ephemerides Motuum Coelestium ex an 1751 in an. 1762 ad Meridianum Bononiae supputate;[13]
- Varia ad rem mechanicam pertinentia - Francesco Maria Zanotti e Francesco Vandelli;[14]

Effettuò osservazioni di una cometa nel 1737 riportate nelle Osservazioni Letterarie del Maffei.
Vandelli si occupò anche di tecnica, chimica e ingegneria militare come evidenziato dai seguenti articoli scritti conservati presso l'Università di Bologna:
- De pulvere Pyrio Dissertazione Dissertazione in cui esamina a livello fisico-matematico l'elasticità della polvere per gli archibugi;[16]
- Francisci Vandelli De pulvere pyrio - Francesco Vandelli;[17]
- De pulvere pyrio - Francesco Maria Zanotti e Francesco Vandelli.[18]

## Contributi scientifici
Vandelli operando assiduamente e scientificamente nell'ambito delle misurazioni sperimentali fisiche e astronomiche oggi ancora raccolte e disponibili presso il Museo della Specola di Bologna e presso la stessa Università, contribuì al progresso scientifico proprio del suo secolo.
Egli era anche un appassionato costruttore di strumentazioni fisiche, astronomiche e apparati ottici. Per questo motivo l'Università di Bologna decise nel 1735 di raccogliere una nuova serie di osservazioni astronomiche utilizzando un nuovo strumento basato sul semicircolo murale di Domenico Lusverg di iniziale ideazione inglese. A tal scopo si richiese la costruzione di un nuovo tipo più accurato di obiettivo e di un nuovo oculare. Grazie a questa nuova strumentazione ottica costruita dal Vandelli fu possibile per Eustachio Zanotti compilare il suo notevole Catalogo stellare.
Di alto pregio tecnico le dissertazioni sul modo di costruire delle lenti per i telescopi e per i microscopi per mezzo di certi anelli di sua originale ideazione come risulta dagli atti conservati nelle Memorie dell'Istituto di Bologna. Insieme a Eustachio Manfredi frequentò assiduamente la Specola di Bologna. Partecipò insieme a Francesco Zanotti alla stesura di accurate effemeridi astronomiche.
Effettuò osservazioni e studi di diversi fenomeni come sulla cometa del 1739, sulle macchie solari e sul pianeta Mercurio.
Vandelli contribuì nella determinazione sperimentale del diagramma pressione-tempo e volume-tempo di una miscela di polvere da sparo detonante.: fece svariate esperienze scientifiche sulla polvere da sparo per determinare le miscele migliori per gli usi militari. Inoltre con tali studi, per mezzo di un dispositivo sperimentale da lui stesso ideato, riuscì a scoprire che alla fase di espansione dei gas combusti segue una depressione. Il dispositivo era composto da una camera dotata di un pistone che muovendo un'asta con pennino poteva misurare l'espansione dei gas della polvere da sparo. Grazie all'innovazione del tamburo rotante a buona velocità si riusciva a misurare l'andamento del volume dei gas nel tempo. La scoperta fu di importanza fondamentale in quanto permetteva di dimensionare la lunghezza della canna del fucile per avere solo accelerazione e non decelerazione. In tal modo il fucile aveva una gittata maggiore e non esplodeva perché la carica delle polveri era ottimizzata per il volume stesso della canna.